# Vladimir Gardin
Vladimir Gardin, egentligen Vladimir Rostislavovitj Gardin, född 18 januari 1877 i Tver, Kejsardömet Ryssland, död 28 maj 1965 i Moskva, var en rysk och sovjetisk filmregissör och skådespelare.

## Filmografi i urval

### Regi
- 1914 – Anna Karenina [5]
- 1914 – Dvorjanskoje gnezdo
- 1919 – Zjeleznaja pjata
- 1923 – Slesar i Kantsler
- 1923 – Prizrak brodit po Evrope
- 1925 – Krest i Mauzer

### Roller
- 1937 – Poetens ungdom  (Svensk premiär 1949)
- 1937 – Peter den store – Greve Pjotr Tolstoj[6]
- 1939 – Stenka Razin – bojaren Kivrin
- 1941 – Melodin som segrade – J. S. Bach